# Chachapoyas (ciutat)
Chachapoyas (fundada com: San Juan de la Frontera de los Chachapoyas, el 5 de setembre de 1538), ciutat del nord del Perú, és capital de la província de Chachapoyas i del departament d'Amazonas. Està situada al vessant oriental dels Andes, en un altiplà de la conca del riu Utcubamba, afluent del riu Marañón.

## Toponímia
Chachapoyas prové del mot natiu sachapuyos que significa homes de la boirina, per la densa boira que habitualment cobreix el cerro de Puma Urco, prop de la ciutat; encara que d'altres opinen que prové de l'idioma Aimarà: chacha gent i Phuyu núvol.

## Història
Va ser el bressol de l'antiga cultura Chachapoyas, aquesta ciutat va ser sotmesa a l'Imperi dels Inques al segle xv i posteriorment, després de la conquesta espanyola, va ser refundada per Alonso de Alvarado el 1538. Estava pensada per a ser la capital de l'orient del Perú des del marge dret del riu Marañón. L'any 1821 els patriotes peruans hi derrotaren els realistes (Batalla de Higos Urco). És seu de bisbat. La ciutat manté en els seus edificis la fesonomia colonial.

## Geografia
Aquesta ciutat es troba a 2.334 m d'altitud. L'any 2007 tenia 23.202 habitants.

### Clima
Aquesta part del Perú, està ubicada a la Ceja de selva, la temperatura mitjana és de 18 °C. La pluviometria mitjana és de 778 litres.Font: 

### Turisme

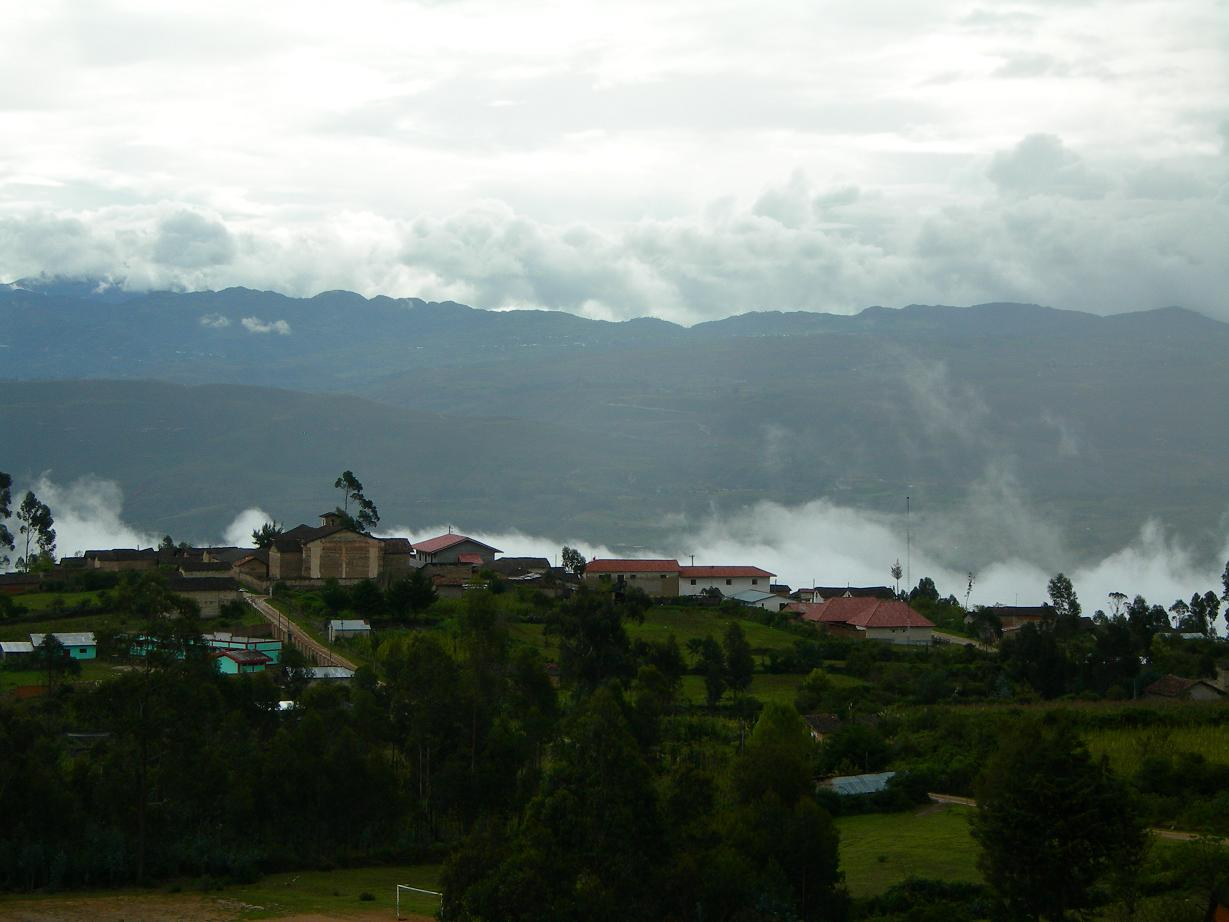
Huancas.

- Plaza de Armas ubicada al centre de la ciutat.
- Huancas és un poble tradicional amb activitat terrissaire (que només exerceixen les dones).
- A la propera Huanca Urco es poden observar restes arqueològiques, orquídies i paisatges espectaculars.

- Cascada de Yumbilla, es troba enmig d'un paratge de selva alta fins a l'any 2007 no es va determinar que feia un salt de 895,4 metres, la qual cosa la converteix en la tercera més alta del món.[2]

- Cascada de Gocta és la quarta més alta del món.
- Kuélap és un jaciment arqueològic situat a 32 km al sud-est de Chachapoyas. És una fortalesa dels anys 900 a 1000
- Sarcòfags de Carajía a 48 km al nord-oest de Chachapoyas.